# Джессіка Дей Джордж
Джессіка Дей Джордж (англ. Jessica Day George; нар. 11 жовтня 1976, Бойсе, штат Айдахо, США) — американська письменниця, авторка фентезійних книжок для дітей та підлітків, серед яких «Принцеса балу опівночі», «Принцеса срібного лісу», «Сонце і місяць, сніг і лід», «Вівторки у замку» та бестселер New York Times — «Середи у вежі».  Чимало з її історій є адаптаціями класичних казок.

## Біографія
Народилася в Бойсе, штат Айдахо. Закінчила Університет Брігґма Янґа, здобувши диплом бакалавра гуманітарних наук за спеціальністю «порівняльна література». Працювала бібліотекаркою та продавчинею у книжковому магазині; пізніше повністю присвятила себе літературній творчості. Є авторкою трилогії романів про драконів «Драконові капці», «Політ дракона» та «Спис дракона». 2007 року здобула премію Вітні за найкращу книжку-дебют «Драконові капці». 
Одружена, має трьох дітей. Живе у Солт-Лейк-Сіті. 

## Українські переклади
Сонце і Місяць, Сніг і Лід / Джессіка Дей Джордж ; пер. з англ. Галини Рис. — Львів : Видавництво Старого Лева, 2018. —  384 с. — ISBN 978-617-679-307-6.